# Liste der Monuments historiques in Flines-lez-Raches
Die Liste der Monuments historiques in Flines-lez-Raches führt die Monuments historiques in der französischen Gemeinde Flines-lez-Raches auf.

## Liste der Bauwerke
| Bezeichnung      | Beschreibung | Standort                             | Kennzeichnung | Schutzstatus | Datum | Bild           |
| ---------------- | ------------ | ------------------------------------ | ------------- | ------------ | ----- | -------------- |
| Herberge         |              | 1, Place du Général de Gaulle (Lage) | PA00107530    | Inscrit      | 1984  |                |
| Kirche St-Michel |              | (Lage)                               | PA00107531    | Classé       | 1921  | weitere Bilder |